# Fressies

Fressies este o comună în departamentul Nord, Franța. În 1 ianuarie 2022 avea o populație de 573 de locuitori.